# Denny Matthes
Denny Matthes (* 4. Juni 1983 in Lübben (Spreewald)) ist ein ehemaliger deutscher Fußballspieler.

## Karriere

### Verein
Matthes kam 1998 von der TSG Lübben in die Jugend von Energie Cottbus. Im November 2001 debütierte er für die Zweitmannschaft von Cottbus in der viertklassigen Oberliga, als er am zwölften Spieltag der Saison 2001/02 gegen den SV Braunsbedra in der 88. Minute für Sven Kubis eingewechselt wurde. Seinen ersten Treffer für Cottbus II erzielte er im September 2002 bei einem 3:1-Sieg gegen den FSV Wacker 03 Gotha. Im selben Monat erlitt Matthes einen Kreuzbandriss. Im Mai 2004 zog er sich erneut dieselbe Verletzung zu. Nach über zwei Jahren Pause gab er im April 2005 gegen die TSG Neustrelitz sein Comeback.
Zur Saison 2006/07 wechselte Matthes zum FSV Budissa Bautzen. In seinem halben Jahr bei Budissa absolvierte er elf Spiele in der Oberliga, in denen er einen Treffer erzielen konnte. Im Januar 2007 schloss er sich Grün-Weiß Lübben an.
Zur Saison 2007/08 wechselte er zum österreichischen Regionalligisten 1. FC Vöcklabruck. Sein Debüt für die Oberösterreicher in der drittklassigen Regionalliga gab er im August 2007, als er am ersten Spieltag jener Saison gegen den SV Spittal/Drau in der Startelf stand und in der 84. Minute durch Markus Hermes ersetzt wurde. Sein erstes Tor für Vöcklabruck erzielte er im selben Monat bei einem 2:1-Sieg gegen die Union St. Florian. Zu Saisonende stieg er mit dem Verein die zweite Liga auf. Sein erstes Spiel in der zweithöchsten österreichischen Spielklasse absolvierte er im Juli 2008, als er am zweiten Spieltag der Saison 2008/09 gegen den FC Lustenau 07 in der 68. Minute für Mario Steiner eingewechselt wurde.
Im Januar 2009 kehrte Matthes zu Grün-Weiß Lübben zurück. Mit dem Verein stieg er 2012 aus der Brandenburg-Liga ab. Nach der Saison 2016/17 beendete er seine Karriere. Auch nach seinem Karriereende tritt er noch für die Altherren seines Heimatvereins in Erscheinung.

### Nationalmannschaft
Matthes debütierte im März 2002 in einem Testspiel gegen Tschechien für die deutsche U-19-Auswahl, als er in der Halbzeitpause für Christian Schulz eingewechselt wurde. Im August 2002 absolvierte er gegen die Schweiz sein einziges Spiel für die U-20-Mannschaft. In jenem Spiel wurde er in der 66. Minute für Denni Patschinsky ins Spiel gebracht.

## Funktionärslaufbahn
Nach seinem Karriereende wurde Matthes Vorstandsmitglied bei Grün-Weiß Lübben.